# Hockey Series 2018/19 (Damen)
Die Hockey Series 2018/19 der Damen ist die erste Ausgabe der Hockey Series. Sie begann im Juni 2018 und endet voraussichtlich Mitte 2019. Bis zu sechs Nationalmannschaften erreichen die FIH-Olympia-Qualifikationsspiele über diesen Wettbewerb.

## Format
In der ersten Runde der Hockey Series, den Hockey Series Open, werden sechs Turniere gespielt. Das Format der einzelnen Turniere unterscheidet sich je nach Teilnehmerzahl und sonstigen Gegebenheiten. Aus diesen Turnieren qualifizieren sich insgesamt 15 Nationen für die zweite Runde, die Hockey Series Finals.
In den Hockey Series Finals werden drei Turniere zu je acht Mannschaften gespielt. Diese setzen sich aus 15 Qualifikanten aus den Hockey Series Open und neun bereits über die Weltrangliste qualifizierte Nationen. Das Format umfasst zwei Gruppen zu je vier Teams mit einfacher Gruppenphase. Danach spielen die Ersten gegen die Vierten und die Zweiten gegen die Dritten aus der anderen Gruppe. Im Semifinale und Finale entscheiden sich die Platzierungen. Der Erste und Zweite jedes Turnieres nimmt an den FIH-Olympia-Qualifikationsspielen teil, falls sie nicht bereits anders für die Olympischen Spiele 2020 in Tokio qualifiziert sind.

## Teilnehmer
Teilnehmen können alle Mitglieder des Welthockeyverbandes (FIH), welche nicht bereits an der Hockey Pro League teilnehmen. Folgende 38 Nationen nehmen teil:
| - Bolivien - Brasilien - Chile - Fidschi - Frankreich - Guatemala - Hongkong - Indien - Indonesien - Irland - Italien - Japan - Kanada | - Kasachstan - Litauen - Malaysia - Mexiko - Österreich - Panama - Paraguay - Peru - Puerto Rico - Russland - Schottland - Singapur - Salomonen | - Spanien - Südafrika - Südkorea - Thailand - Tonga - Tschechien - Türkei - Ukraine - Uruguay - Vanuatu - Wales - Belarus |

## Hockey Series Open
| Datum                      | Ort                    | Teilnehmer                                                                           | Q | N      |
| -------------------------- | ---------------------- | ------------------------------------------------------------------------------------ | - | ------ |
| 5. bis 10. Juni 2018       | Salamanca, Mexiko      | 1. Kanada, 2. Mexiko, 3. Puerto Rico, 4. Panama und 5. Guatemala                     | 2 | [ 2 ]  |
| 23. Juni bis 1. Juli 2018  | Singapur               | 1. Malaysia, 2. Thailand, 3. Singapur, 4. Kasachstan, 5. Hongkong und 6. Indonesien  | 2 | [ 4 ]  |
| 6. bis 8. Juli 2018        | Wattignies, Frankreich | 1. Belarus, 2. Russland, 3. Frankreich und 4. Österreich                             | 3 | [ 6 ]  |
| 13. bis 18. August 2018    | Port Vila, Vanuatu     | 1. Fidschi, 2. Vanuatu, 3. Salomonen und 4. Tonga                                    | 1 | [ 8 ]  |
| 21. bis 26. August 2018    | Vilnius, Litauen       | 1. Ukraine, 2. Tschechien, 3. Wales, 4. Litauen und 5. Türkei                        | 3 | [ 10 ] |
| 18. bis 23. September 2018 | Santiago, Chile        | Chile (16), Uruguay (24), Brasilien (37), Peru (39), Paraguay (58) und Bolivien (NP) |   | [ 11 ] |

## Hockey Series Finals
| Datum                    | Ort               | Teilnehmer                        | Q | N      |
| ------------------------ | ----------------- | --------------------------------- | - | ------ |
| 25. Mai bis 2. Juni 2019 | Japan             | Japan (12) + 7 weitere Nationen   | 2 | [ 12 ] |
| 19. bis 27. Juni 2019    | Valencia, Spanien | Spanien (11) + 7 weitere Nationen | 2 | [ 12 ] |
|                          |                   |                                   | 2 |        |